# Othello Radou
Pour les articles homonymes, voir Radou.
Othello Radou, né le 28 août 1910 à Monaco et mort le 24 novembre 2006 dans le 13e arrondissement de Paris, est un peintre abstrait français.

## Biographie

### Enfance
Othello Radou est né à Monaco et a grandi à Beaulieu-sur-Mer. Son père est violoniste et chef d’orchestre de la réserve de Beaulieu. Othello Radou a 7 sœurs toutes musiciennes. Il est le seul garçon de la famille, sa mère refuse qu’il soit artiste et souhaite qu’il exerce une profession « sérieuse ». Othello n’apprendra pas à jouer d’un instrument, sa créativité s’est donc naturellement exprimée par le dessin depuis son plus jeune âge.
À 17 ans, son père meurt rapidement des suites d’une grave maladie. S’ensuit le départ pour Paris pour travailler. À 25 ans, il commence à suivre les cours du soir de Jean Lombard à la Ville de Paris. Celui-ci, qui admirait profondément le travail d’Othello Radou, l’introduisit dans le groupe Vert Bois et au Salon d'automne. Othello Radou exposa alors ses œuvres pour la première fois en 1943.

### Développement artistique
En cette période de guerre Othello Radou entre dans la résistance avec son beau frère André Dreyer, qui fut fusillé au mont Valérien en 1944. Entre deux batailles il peignait sur tous ce qu’il pouvait trouver, carton, isorel…
En 1946, il est le cofondateur du Salon des réalités nouvelles, salon qui se consacre exclusivement à « l’organisation en France et à l’étranger d’expositions d’œuvres d’art communément appelé : art concret, art non figuratif ou art abstrait, c’est-à-dire d’un art totalement dégagé de la vision directe et de l’interprétation de la nature ».
Le Salon des réalités nouvelles fut un lieu privilégié de la démocratisation de l’abstraction, de son développement, de sa diversification, de l’exploration de nouveaux champs ».
Il est aussi à cette période producteur de cinéma et coproduit avec la Coopérative générale du cinéma français La Bataille du rail de René Clément. Le film remporte le Grand prix international de mise en scène ainsi que le Prix du jury international lors de la première édition du Festival de Cannes en 1946.
Il expose des années 1940 à 1960 au Salon des réalités nouvelles, Salon des indépendants, Salon d'automne…

### À partir des années 1960
En 1963, Othello Radou décide de se consacrer qu'à la peintre, Othello crée en musique, ne quitte jamais son chevalet des yeux et travaille à la recherche de l’équilibre.
En 1971 il expose seul à la Galerie Camille-Renault à Paris :
« Fidele depuis plus de vingt années à son style, l’abstraction géométrique, Radou se décide à présenter une sélection de ses toiles. L’œil apprécie les vibrations des couleurs et goute d’audacieuses associations de tons dans ces grandes toiles à base de mauve, de rose. Tout dernièrement la démarche de Radou le menait à des formes moins géométriques plus mouvantes. Une toute petite toile de cette écriture serait-elle l’essence d’un changement ? ».
Il exécute des travaux de commandes pour des groupes scolaires et expose internationalement.
En 1993 à la suite du décès de son épouse, il perd l’inspiration et son enthousiasme il ne peindra plus. Othello Radou est mort en 2006.

## Chronologie des expositions
- 1943 : membre du Groupe du Vert-Bois (dirigé par Jean Lombard) • Salon d’automne ;
- 1945 : Salon d’automne • Salon des indépendants ;
- 1946 : Salon d’automne • Salon des indépendants • 1er Salon des réalités, ouvelles (cofondateur) • 2e Salon de mai ;
- 1947 : Salon des indépendants (distingué par Léon Degand) • Salon des réalités nouvelles •  Exposition à la Galerie Denise-René
- 1948 : Salon des réalités nouvelles • 1er article : Bénézit « Dictionnaire des peintres, sculpteurs, dessinateurs et graveurs » ;
- 1949 : Salon des réalités nouvelles • Salon de mai • Article : Thieme-Becker, complété par Vollmer Dictionnaire général des artistes peintres, sculpteurs, graveurs et architectes depuis l’Antiquité jusqu’à nos jours ;
- 1951 : Salon des réalités nouvelles • Salon de mai • Exposition « Tendances de la jeune peinture française » en Allemagne fédérale • Achat par l’État français d’une toile affectée au Musée national d’art moderne ;
- 1952 - 1955 : Salon des réalités nouvelles ;
- 1957 : Article : Michel Seuphor, Editions Hazan : « Dictionnaire de la peinture abstraite » avec participation à l’exposition internationale correspondante (Galerie Raymond Greuze) : une œuvre de chaque artiste figurant dans le Dictionnaire Seuphor ;
- 1961 : Exposition du Groupe du Vert-Bois ;
- 1963 : Salon des réalités nouvelles • Participation : Exposition « Esquisse d’un Salon » - Galerie Denise René • Achat par l’État français d’une toile affectée au Musée national d’art moderne ;
- 1965 : Achat d’une toile par la Ville de Paris ;
- 1966 : Commande de l’État : décoration (45 m²) pour établissement scolaire ;
- 1969 : Commande de l’État : décoration (20 m²) pour établissement scolaire • Commande de l’État : décoration (220 m²) pour l’Université de Grenoble ;
- 1970 : Commande de la Ville de Palaiseau : décoration (20 m²) pour établissement scolaire ;
- 1971 : Exposition personnelle : Galerie Camille-Renault ;
- 1973 : Commande de l’État : décoration (60 m²) pour établissement scolaire ;
- 1974 : 4e Salon des peintres du spectacle – Maison de l’ORTF
- 1975 : Exposition « 23 peintres français » à Beyrouth (Liban) • Exposition « Mai à la Défense » ;
- 1976 : 5e Salon des peintres du spectacle – Maison de l’ORTF
- 1977 : Exposition « XIIe Grand prix international de l’art contemporain de Monte-Carlo » ;
- 1979 : Exposition « Bilan de l’art contemporain » • Exposition « Sensibilités plastiques d’aujourd’hui » - Mairie de Paris ;
- 1980 : « International Art Exhibition » au Coliseum de New York (USA) • 53e exposition du Cercle municipal des Gobelins et des Beaux Arts - Paris ;
- 1981 : Médaille de vermeil du Grand salon du bilan de l’art contemporain – Centre des congrès de Québec (Canada)
- 1982 : 55e exposition du Cercle Municipal des Gobelins et des Beaux Arts - Paris ;
- 1983 : Achat par l’État d’une 3e toile (100 F) • « Exposition 83 » de la Maison des artistes de Paris • Salon d'automne • 56e exposition du Cercle municipal des Gobelins et des Beaux Art – Paris l ;
- 2008 :  « Geometric abstraction – A retrospective of Paintings 1944 – 1957 » John Adams Fine Art – Ebury Galleries  London ;
- 2010 :  “Themes and Melodies : The achievement of la grandeur. Painting 1960 – 1980” John Adams Fine Art – Ebury Galleries London ;
- 2012 :  “Harmonies : A selection of works on paper” John Adams Fine Art – Ebury Galleries  London.